# شهوت‌نگاره زن‌آمیز

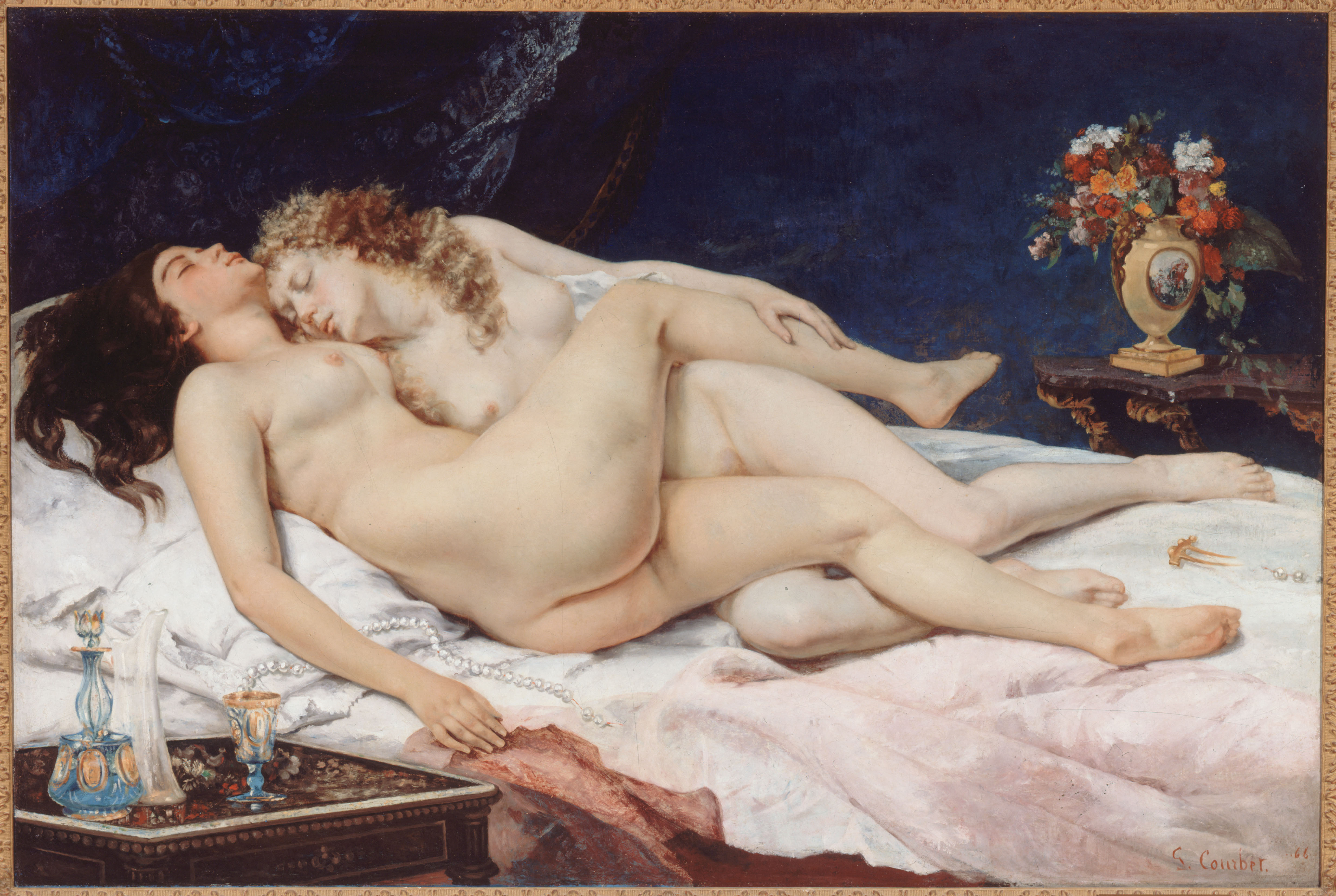
خوابیده‌ها اثر گوستاو کوربه (۱۸۶۶)

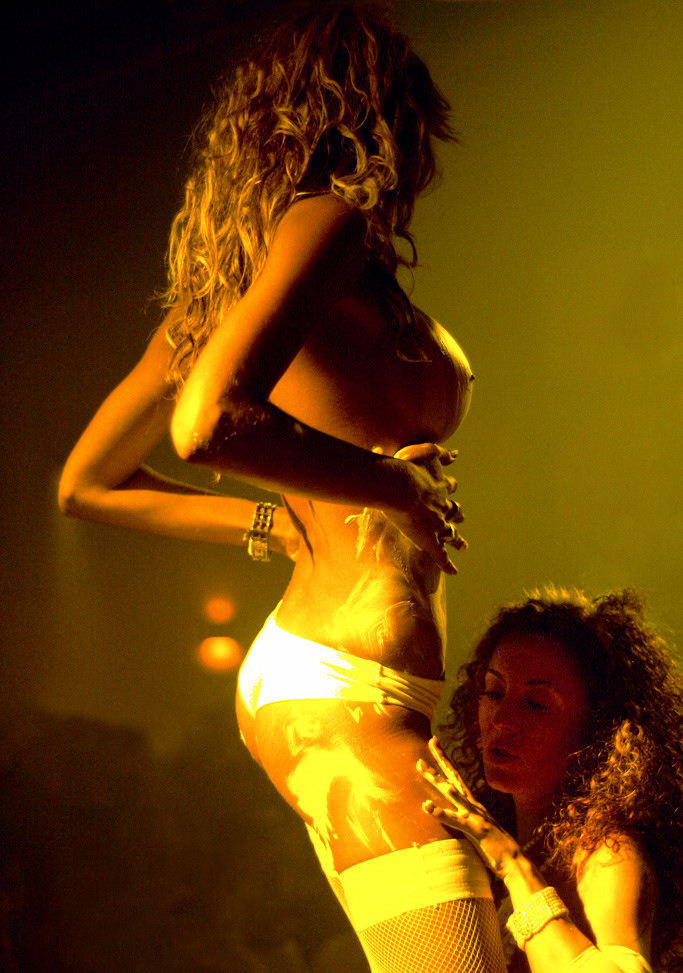
نمایش جنسی زنده «دختر با دختر» در گرانادا، اسپانیا

شهوت‌نگاره زن‌آمیز یا تن‌کامگی لزبین (به انگلیسی: Lesbian erotica) به نگاره، مجسمه و ظروف در هنرهای تجسمی می‌پردازد که بیانگر میل جنسی زنان به زنان است. همجنس‌گرایی زنان حداقل از زمان روم باستان در هنر تن‌کامه دیده می‌شود و بسیاری این گونه از هنر را، تن‌کامگی می‌دانند.
سال ها در سینما و تلویزیون، میل زنان به زنان یک تابو در نظر گرفته می‌شد. هرچند از دهه ۱۹۶۰ به تدریج به عنوان یک ژانر مستقل شناخته شده‌است. تصویرسازی لزبینی ابتدا در فیلم‌های سافتکور و دلهره آور اروتیک یافت شد سپس در دهه ۱۹۸۰ وارد سینمای اصلی شد. در صنعت پورنوگرافی، تصویرسازی جنسی لزبین یک زیرژانر محبوب است که به سمت مخاطبان دگرجنسگرای مرد، مخاطبان لزبین و مخاطبان دوجنسگرا از هر جنسیتی است.

## پیشینه فرهنگی
روابط جنسی بین زنان به تصویر کشیده شده و همچنین روایت شده‌است، اما بسیاری از متون نوشتاری از اوایل دوره مدرن از بین رفته‌است. اما آنچه از سوابق تاریخی واضح به نظر می‌رسد این است که بسیاری از مطالب لزبین در متون پورنوگرافی برای خوانندگان مرد در نظر گرفته شده بود. 

## هنرهای تجسمی

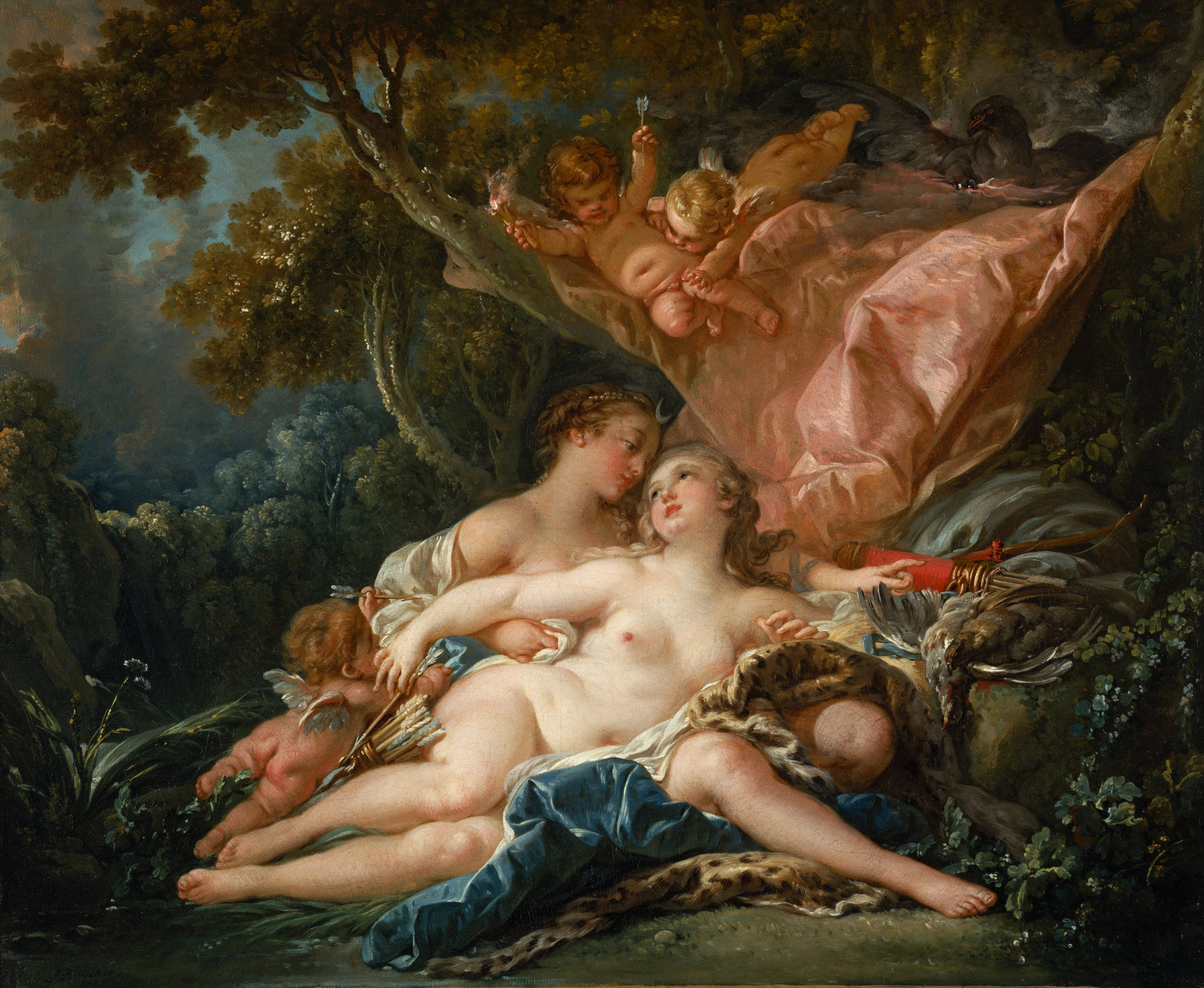
بوچر، پوره کالیستو، فریفته مشتری به شکل دیانا (۱۷۵۹)

یک سفال قرمز رنگ، در آتیک، در مجموعه موزه ملی تارکینیا در ایتالیا، زنی زانو زده را نشان می‌دهد که اندام تناسلی زن دیگری را انگشت می‌کند، این تصویر نادری از فعالیت جنسی بین زنان در هنر یونانی است. اگرچه ممکن است به عنوان تصویری از یک فاحشه که موهای زن دیگر را می‌تراشد یا به‌طور غیر جنسی دیگری را آرایش می‌کند، تفسیر شود. تصاویری از لزبینیسم در میان نقاشی‌های دیواری اروتیک پمپئی نیز یافت می‌شود.
آنها که در قرون وسطی ناپدید شدند، پس از رنسانس دوباره بازگشتند. فرانسوا بوشه و جوزف مالورد ویلیام تِرنِر از جمله پیشگامان هنرمندان قرن نوزدهم بودند که اروتیسم بین زنان را در میان آثار خود به نمایش گذاشتند. بوشر مانند نقاشان دیگر (مانند ژان اونوره فراگونار)، الهام‌بخش اساطیر کلاسیک بود. او یکی از بسیار هنرمندانی بود که از اسطوره‌های مختلف پیرامون الهه دیانا استفاده کرد، از جمله داستان پرتکرار کالیستو، نایمف دیانا که توسط مشتری فریفته شد و خدا به شکل دیانا درآمد زیرا کالیستو به پاکدامنی سوگند خورده بود.